# ژاک فریتاگ
ژاک فریتاگ (انگلیسی: Jacques Freitag؛ زادهٔ ۱۱ ژوئن ۱۹۸۲ – درگذشتهٔ ۱ ژوئیهٔ ۲۰۲۴) ورزشکار پرش ارتفاع اهل آفریقای جنوبی بود.
وی در مسابقات کشوری و بین‌المللی در مجموع برندهٔ ۳ مدال طلا شد.
فریتاگ در ژوئیهٔ ۲۰۲۴، در سن ۴۲ سالگی، به قتل رسید.